# Canton de Lannilis
Le canton de Lannilis est une division administrative française, située dans le département du Finistère et la région Bretagne.

## Composition
Le canton de Lannilis regroupe les communes suivantes :
| Nom                  | Code Insee | Codepostal | Superficie (km2) | Population (dernière pop. légale) | Densité (hab./km2) |
| -------------------- | ---------- | ---------- | ---------------- | --------------------------------- | ------------------ |
| Lannilis (chef-lieu) | 29117      | 29870      | 23,52            | 5 349 (2012)                      | 227                |
| Guissény             | 29077      | 29880      | 25,18            | 2 033 (2012)                      | 81                 |
| Landéda              | 29101      | 29870      | 10,98            | 3 606 (2012)                      | 328                |
| Plouguerneau         | 29195      | 29880      | 43,33            | 6 352 (2012)                      | 147                |
| Tréglonou            | 29290      | 29870      | 6,04             | 611 (2012)                        | 101                |

## Représentation

### Conseillers généraux de 1833 à 2015
Le canton a eu initialement comme chef-lieu Plouguerneau ; c'est en 1802 que Lannilis a été désigné comme chef-lieu de ce canton.
| Période                      | Identité                                        | Parti                              | Qualité |
| ---------------------------- | ----------------------------------------------- | ---------------------------------- | --- |
| 1833-1835 (démission)        | Joseph François Marie Anne Le Jeune (1785-1851) |                                    | Notaire, maire de Lannilis |
| 1835-1852                    | Sébastien Vincent Keraruel de Mérey (1802-1869) |                                    | Propriétaire à Plouguerneau, ancien adjoint au maire de Lesneven                                                                         |
| 1852-1858                    | Charles Vaumousse de La Rougetière (1807-?)     |                                    | Juge de paix à Ploudiry Élu en 1858 dans le Canton de Lesneven                                                                           |
| 1858-1863 (décès)            | Edouard Bizien (1809-1863)                      |                                    | Capitaine de vaisseau retraité, Brest |
| 1864-1871                    | Augustin Morvan                                 | Gauche républicaine                | Docteur en médecine Maire de Lannilis Député (1871-1876)                                                                                 |
| 1871-1901 (décès)            | Comte Paul Charles Marie Audren de Kerdrel      | Royaliste                          | Officier de cavalerie Propriétaire - Maire de Lannilis                                                                                   |
| 1901-1904                    | Paul Audren de Kerdrel (fils du précédent)      | Royaliste                          | Maire de Lannilis (1901-1904) |
| 1904-1919 (décès)            | Pierre Lhostis                                  | Royaliste puis Républicain libéral | Maire de Lannilis (1904-1919) |
| 1919-1940                    | Comte Jean Audren de Kerdrel                    | Conservateur                       | Maire de Lannilis (1919-1947) Nommé membre de la Commission administrative départementale en 1941 Nommé conseiller départemental en 1943 |
|                              |                                                 |                                    | |
| 1945-1947 (décès)            | Comte Jean Audren de Kerdrel                    | DVD-RPF                            | Maire de Lannilis |
| février1er février 1948-1992 | Léon Guéguen (1915-1996)                        | MRP puis RI puis UDF               | Médecin Maire de Plouguerneau (1950-1983)                                                                                                |
| 1992-1998                    | Jean-Michel Perhirin                            | RPR                                | Chef d'entreprises Premier adjoint au maire de Lannilis                                                                                  |
| 1998-2004                    | Jean-Louis Kerboull                             | DVD                                | Cadre de banque retraité Maire de Lannilis (1983-2008)                                                                                   |
| 2004-2015                    | Claude Guiavarc'h                               | PS                                 | Agriculteur Maire de Lannilis (2008-2014)                                                                                                |

### Conseillers d'arrondissement (de 1833 à 1940)
| Période                                  | Période      | Identité                                               | Étiquette                     | Qualité |
| ---------------------------------------- | ------------ | ------------------------------------------------------ | ----------------------------- | --- |
| 1833                                     | 1839         | Yves Colin (1793-1856)                                 |                               | Cultivateur, Premier adjoint au maire de Plouguerneau                                                       |
| 1839                                     | 1842         | Charles Marie Gaspard Audren de Kerdrel (1790-1857)    |                               | Propriétaire à Lannilis                                                                                     |
| 1842                                     | 1852         | Louis Célestin de Poulpiquet de Brescanvel (1806-1871) |                               | Propriétaire, maire de Plouguerneau                                                                         |
|                                          |              |                                                        |                               | |
| 1871                                     | 1881 (décès) | Jean-Marie Moyot                                       |                               | Négociant, maire de Lannilis (1870-1881)                                                                    |
|                                          |              |                                                        |                               | |
| 1886                                     | 1889         | François-Marie Cabon (1832-1909)                       | Républicain Droite catholique | Cultivateur, maire de Plouguerneau (1871-1909)                                                              |
| 1889                                     | 1901         | Maurice de Poulpiquet de Brescanvel (1867-1917)        | Droite                        | Propriétaire du manoir de Lesmel à Plouguerneau                                                             |
| 1901                                     | 1909 (décès) | François-Marie Cabon                                   | Républicain Droite catholique | Cultivateur, maire de Plouguerneau (1871-1909)                                                              |
| 1909                                     | 1940         | René Abjean (1879-1951)                                | Libéral URD                   | Cultivateur, expert agricole, maire de Plouguerneau (1909-1941)                                             |
| 1940                                     |              |                                                        |                               | Les conseils d'arrondissement ont été suspendus par la loi du 12 octobre 1940 et n'ont jamais été réactivés |
| Les données manquantes sont à compléter. |              |                                                        |                               | |

## Démographie
| 1962   | 1968   | 1975   | 1982   | 1990   | 1999   | 2006   | 2011   | 2012   |
| ------ | ------ | ------ | ------ | ------ | ------ | ------ | ------ | ------ |
| 14 731 | 13 927 | 13 619 | 13 869 | 14 537 | 15 325 | 16 892 | 17 927 | 17 951 |